# Natalja Schukowa (Schachspielerin)
Natalja Olexandriwna Schukowa (ukrainisch Наталя Олександрівна Жукова; * 5. Juni 1979 in Dresden), Schreibweise beim Weltschachverband FIDE Natalia Zhukova, ist eine ukrainische Schachspielerin, die den Titel eines Großmeisters trägt.

## Leben
Natalja Schukowa wurde in Dresden geboren, weil ihr Vater dort mit der Sowjetarmee stationiert war. Als sie ein paar Monate alt war, kehrte die Familie nach Odessa zurück. Sie lernte Schachspielen in der Schule im Alter von sieben Jahren. Sie war mit dem Großmeister Alexander Grischtschuk verheiratet und hat mit ihm eine gemeinsame Tochter (* 2007).
Bei der Parlamentswahl in der Ukraine 2019 war sie auf Listenplatz 4 der Partei „Bewegung neuer Kräfte“ (Движение новых сил) von Micheil Saakaschwili. Bei der Wahl zum Stadtrat von Odessa 2020 kandidiert sie auf Listenplatz 4 der Partei Sluha narodu („Diener des Volkes“).

## Schacherfolge

### Einzelerfolge
1993 wurde sie in Szombathely Mädcheneuropameisterin U14, 1994 im rumänischen Băile Herculane Jugendeuropameisterin U16 weiblich. Im selben Jahr gewann sie in Szeged die Jugendweltmeisterschaft U16 weiblich. 1996 wurde sie als jüngste Teilnehmerin punktgleich hinter der Siegerin Tatjana Melamed Zweite bei der ukrainischen Fraueneinzelmeisterschaft in Tschernihiw. 1998 gewann sie Turniere in Belgrad und Groningen, 1999 die EU-Meisterschaft der Frauen in Nova Gorica. Bei der ersten Fraueneuropameisterschaft, die von Mai bis Juni 2000 in Batumi stattfand, besiegte sie Jekaterina Kowalewskaja im Finale mit 2,5:1,5 und wurde damit die erste Schacheuropameisterin. 2003 gewann sie das Frauenturnier des North Ural Cups in Krasnoturjinsk. Bei der Weltmeisterschaft im Blitzschach 2012 in Batumi wurde sie hinter Waltenina Gunina Zweite. Die Europameisterschaft konnte Natalja Schukowa erneut 2015 im georgischen Tschakwi gewinnen. Hierfür wurde ihr im Januar 2016 vom ukrainischen Staat der Orden der Prinzessin Olga II. Klasse verliehen. Den Orden III. Klasse hatte sie vorher schon erhalten. 2019 gewann sie in Luzk zum ersten Mal die ukrainische Fraueneinzelmeisterschaft, punktgleich vor Julija Osmak.

### Nationalmannschaft

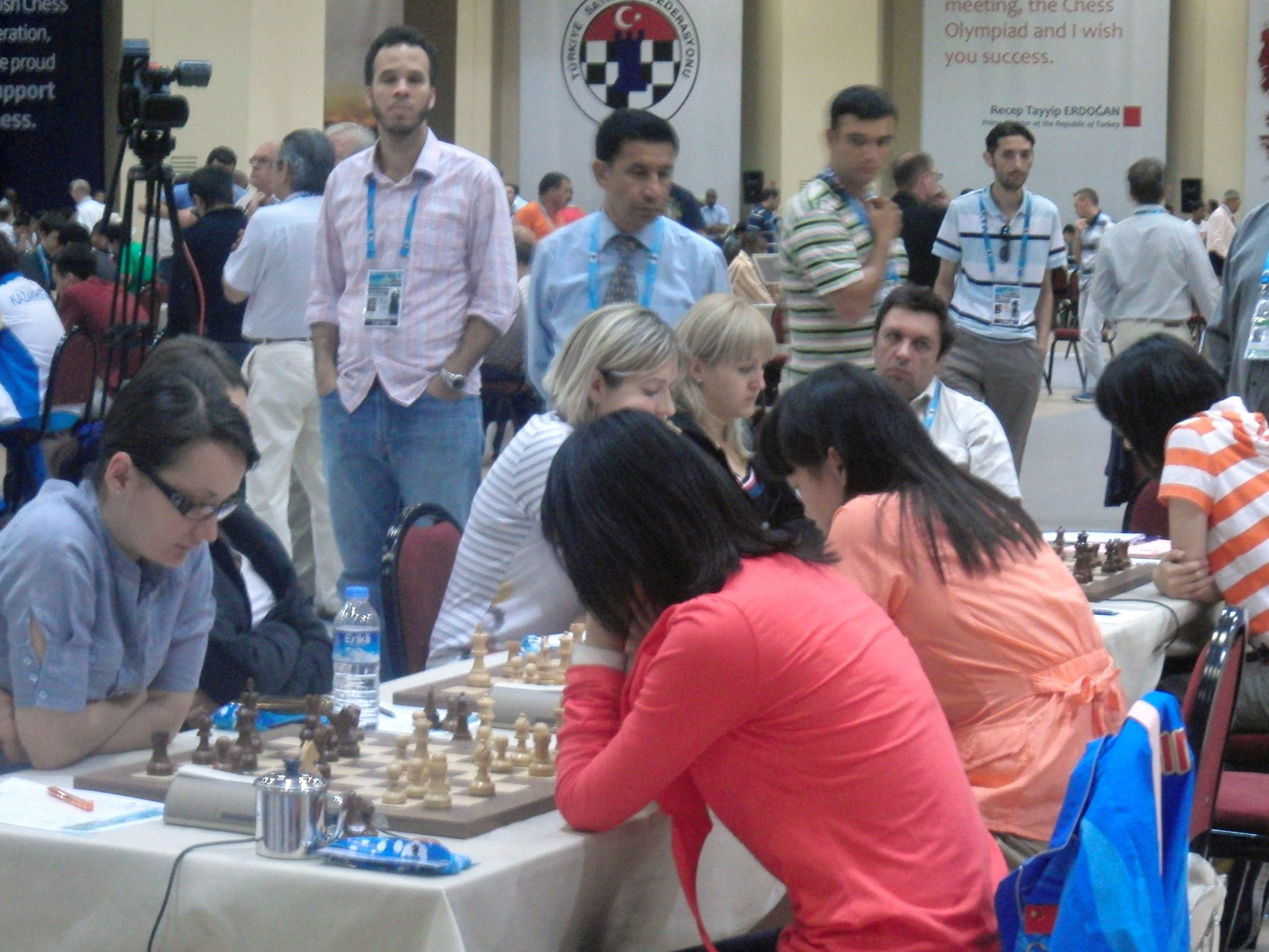
Ukraine (Jekaterina Lagno, Marija Musytschuk, Natalja Schukowa und Anna Uschenina) – China, Schacholympiade 2012 in Istanbul (Runde 3).

Mit der ukrainischen Frauennationalmannschaft nahm sie seit 1996 an allen zehn Schacholympiaden teil. Im Jahr 2006 in Turin gewann die ukrainische Mannschaft mit ihr die Schacholympiade, wobei Natalja Schukowa eine zusätzliche Goldmedaille für ihre Elo-Performance von 2647 erhielt. Bei der Schacholympiade 2008 in Dresden belegte die Ukraine den zweiten Platz, wobei Natalja Schukowa zusätzlich eine individuelle Silbermedaille für ihr Ergebnis von 7 aus 10 am zweiten Brett erhielt. 2012 und 2014 erreichte sie mit der Mannschaft den dritten Platz, 2014 gewann Schukowa außerdem die Einzelwertung am vierten Brett. Außerdem nahm Schukowa an den Mannschaftsweltmeisterschaften der Frauen 2009, 2011, 2013 und 2015 teil. 2013 gewann sie mit der Ukraine und erreichte das beste Einzelergebnis am vierten Brett, 2009 erreichte sie mit der Mannschaft den dritten Platz.
Seit 1999 hat Schukowa an allen neun Mannschaftseuropameisterschaften der Frauen teilgenommen. 2003 in Plowdiw bekam sie eine individuelle Silbermedaille für ihr Ergebnis von 6 aus 8 am ersten Brett und eine Bronzemedaille für ihre Elo-Leistung von 2554. 2009 in Novi Sad erreichte sie mit der Mannschaft den dritten Platz, 2013 in Warschau gewann sie mit der Ukraine. 2015 erreichte Schukowa sowohl mit der Mannschaft als auch in der Einzelwertung am dritten Brett den zweiten Platz.

### Vereinsschach
Vereinsschach spielte sie in der Ukraine für die Rudenko School Kherson, mit der sie 1999 in Nova Gorica den European Club Cup der Frauen gewann, wobei sie zusätzlich noch eine Goldmedaille für ihr Ergebnis von 5,5 aus 7 am Spitzenbrett bekam. Bereits 1998 hatte sie den Wettbewerb mit der rumänischen Mannschaft AEM-Luxten Timişoara gewonnen. Die Mannschaft belegte den zweiten Platz, sie bekam eine Bronzemedaille für ihr Ergebnis von 4,5 aus 7 am ersten Brett. Ein Jahr später in Antalya wurde sie mit einer Goldmedaille für ihr Ergebnis von 4,5 aus 6, wiederum am Spitzenbrett von Timişoara, ausgezeichnet. Am Club Cup 2005 in Saint-Vincent (Aostatal) nahm sie mit dem russischen Verein AVS Krasnoturinsk teil, am Club Cup 2008 in Kallithea (Chalkidiki) für Finek Sankt Petersburg. Die russische Mannschaftsmeisterschaft der Frauen gewann sie 2005 mit AWS Krasnoturjinsk, 2008 mit FINEC Sankt Petersburg und 2012 mit Ladja Kasan, sie spielte in dem Wettbewerb auch schon für die Mannschaft der Moskauer Firma Giprorechtrans. Sie spielte in der 1. Frauenliga Serbiens und Montenegros für den montenegrinischen Verein SK T-Com Podgorica, inzwischen nach der Unabhängigkeit Montenegros in der montenegrinischen Frauenliga. In der deutschen Frauenbundesliga spielte sie in der Saison 2001/02 für den SK Holsterhausen. In der Volksrepublik China spielte sie für die Shandong Qilu Evening News.

### Titel und Rating
1993 erhielt sie den Titel Internationale Meisterin der Frauen (WIM). Sie trägt seit 1996 den Titel Großmeister der Frauen (WGM). 2007 wurde Schukowa zum Großmeister (GM) ernannt unter der Bedingung, dass sie eine Elo-Zahl von mindestens 2500 erreicht. Die erforderlichen Normen hatte sie beim Corus-Schachturnier C 2005 in Wijk aan Zee und der Schacholympiade der Frauen 2006 in Turin erfüllt. Diese Elo-Bedingung erfüllte sie im Mai 2010. Zwar betrug die veröffentlichte Elo-Zahl nur 2499, vor der letzten Runde der russischen Mannschaftsmeisterschaft der Frauen 2010 lag die Elo-Zahl jedoch über 2500. Im Februar 2015 belegte sie den 25. Platz der FIDE-Weltrangliste der Frauen.

### Partiebeispiel
|   | a | b | c | d | e | f | g | h |   |
| 8 |   |   |   |   |   |   |   |   | 8 |
| 7 |   |   |   |   |   |   |   |   | 7 |
| 6 |   |   |   |   |   |   |   |   | 6 |
| 5 |   |   |   |   |   |   |   |   | 5 |
| 4 |   |   |   |   |   |   |   |   | 4 |
| 3 |   |   |   |   |   |   |   |   | 3 |
| 2 |   |   |   |   |   |   |   |   | 2 |
| 1 |   |   |   |   |   |   |   |   | 1 |
|   | a | b | c | d | e | f | g | h |   |

In der folgenden Partie gewann Schukowa mit den schwarzen Figuren bei der Europameisterschaft der Frauen in Warna 2002 gegen Musytschuk.
Anna Musytschuk – Natalja Schukowa 0:1
Warna, 27. Mai 2002
Französische Verteidigung (MacCutcheon-Variante), C12
1. e4 e6 2. d4 d5 3. Sc3 Sf6 4. Lg5 Lb4 5. e5 h6 6. Ld2 Lxc3 7. bxc3 Se4 8. Dg4 g6 9. Ld3 Sxd2 10. Kxd2 c5 11. h4 Sc6 12. Df4 cxd4 13. cxd4 Da5+ 14. c3 b5 15. Se2 b4 16. Thc1 La6 17. De3 bxc3+ 18. Sxc3 Lxd3 19. Dxd3 Tb8 20. Ke3 0–0 21. Tab1 Tfc8 22. Tb5 Txb5 23. Sxb5 Kg7 24. Db1 Db6 25. Tc5 Sxd4 26. Txc8 Sxb5+ 27. Kd2 Dxf2+ 28. Kc1 De3+ 29. Kb2 Dxe5+ 30. Kc1 De3+ 31. Kb2 Sd6 32. Dc2 Sxc8 33. Dxc8 d4 34. Db8 Dc3+ 35. Kb1 d3 0:1